# Pseudoscada burmeisteri
Pseudoscada burmeisteri är en fjärilsart som beskrevs av Köhler 1929. Pseudoscada burmeisteri ingår i släktet Pseudoscada och familjen praktfjärilar. Inga underarter finns listade.